# The Orb

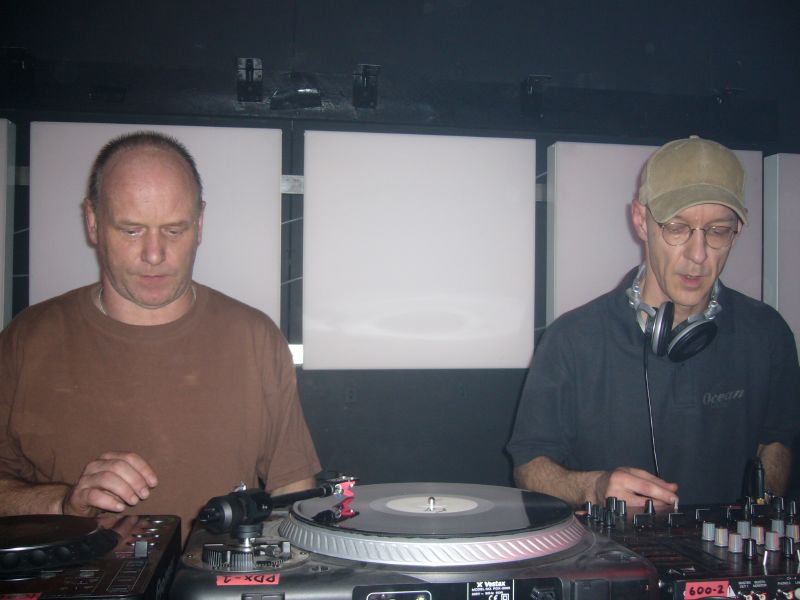
The Orb @ Copenhagen

The Orb je anglická hudební skupina hrající ambient a ambient house. V r. 1988 ji založili Alex Paterson a Jimmy Cauty. The Orb pamatuje mnoho umělců (např. Alex Paterson, Andy Falconer, Andy Hughes, Jimmy Cauty, John Roome, Kris Weston, Lewis Keogh, Simon Phillips, Thomas Fehlmann). Dnešní The Orb mají tuto sestavu: Alex Paterson a Thomas Fehlmann.

## Diskografie

### Alba
- 1991: The Orb's Adventures Beyond The Ultraworld (Big Life) (UK Albums Chart #29)
- 1992: Aubrey Mixes: The Ultraworld Excursions (Big Life)
- 1992: U.F.Orb (Big Life) (UK #1)
- 1993: Live 93 (Big Life) (UK #23)
- 1995: Orbus Terrarum (Island Records) (UK #20)
- 1996: Auntie Aubrey's Excursions Beyond the Call of Duty (Deviant Records, Ultra Records)
- 1997: Orblivion (Island Records) (UK #19, Billboard 200 #174)
- 1998: U.F.Off – The Best of The Orb (Island Records) (UK #38)
- 2001: Cydonia (Island Records)
- 2001: Auntie Aubrey's Excursions Beyond the Call of Duty Part 2 (Deviant Records, Ultra Records)
- 2004: Bicycles & Tricycles (Cooking Vinyl, Sanctuary Records) (Billboard Top Electronic Albums #22)
- 2005: Okie Dokie It's The Orb on Kompakt (Kompakt)
- 2005: Orbsessions Volume One (Malicious Damage)
- 2007: Orbsessions Volume Two (Malicious Damage)
- 2007: The Dream (Traffic Inc.)
- 2009: Baghdad Batteries
- 2010: Metallic Spheres (feat. David Gilmour; Columbia)
- 2012: The Orbserver in the Star House (feat. Lee „Scratch“ Perry)
- 2013: More Tales from the Orbservatory
- 2015: Moonbuilding 2703 AD
- 2016: COW / Chill Out, World!
- 2018: No Sounds Are Out of Bounds
- 2020: Abolition of the Royal Familia
- 2023: Prism

### Singly
- 1989: Kiss EP (WAU/Mr. Modo Records)
- 1989: „A Huge Ever Growing Pulsating Brain That Rules From the Centre of the Ultraworld“ (Big Life, WAU/Mr. Modo Records) (UK Singles Chart #78)
- 1990: „Little Fluffy Clouds“ (Big Life) (UK #87, Billboard Hot Dance Club Play #13))
- 1991: „Perpetual Dawn“ (Big Life) (UK #61, Billboard Hot Dance Club Play #13)
- 1992: „Blue Room“ (Big Life) (UK #8, Billboard Hot Dance Club Play #46)
- 1992: „Assassin“ (Big Life) (UK #12)
- 1993: „Little Fluffy Clouds“ (reissue) (Big Life) (UK #10)
- 1994: „Perpetual Dawn“ (reissue) (Big Life) (UK #18)
- 1994: Pomme Fritz (Island Records) (UK #6)
- 1995: „Oxbow Lakes“ (Island Records) (UK #38)
- 1997: „Toxygene“ (Island Records) (UK #4)
- 1997: „Asylum“ (Island Records) (UK #20)
- 2001: „Once More“ (Island Records) (UK #38)
- 2002: Daleth of Elphame EP (Badorb.com)
- 2004: „Aftermath“ (Sanctuary Records)
- 2004: The Orb vs. Meat Beat Manifesto – Battersea Shield (Malicious Damage)

### Remixy
- 1989: The KLF – „3 a.m. Eternal“
- 1989: David A. Stewart – „Lily Was Here“
- 1990: Depeche Mode – „Happiest Girl“
- 1991: System 7 – „Miracle“
- 1991: Primal Scream – „Higher Than the Sun“
- 1992: Mike Oldfield – „Sentinel“
- 1992: Yellow Magic Orchestra – „Tong Poo“
- 1994: Suzuki K1 >> 7.5cc – „Satellite Serenade“
- 1996: Prong – „Rude Awakening“
- 1997: Tubeway Army – „Jo the Waiter“
- 1997: Meat Beat Manifesto – „Radio Babylon“
- 1997: Nine Inch Nails – „The Perfect Drug“
- 1998: Semisonic – „Secret Smile“
- 2001: Ayumi Hamasaki – „End of the World“
- 2002: Indochine – „Mao Boy“
- 2003: Mika Nakashima – „Find the Way“
- 2004: Hybrid – „Higher Than a Skyscraper“